# 足尾警察署
足尾警察署（あしおけいさつしょ）は、かつて栃木県上都賀郡足尾町（現・日光市）通洞1-14に存在した栃木県警察が管轄する警察署。現・日光警察署足尾交番。

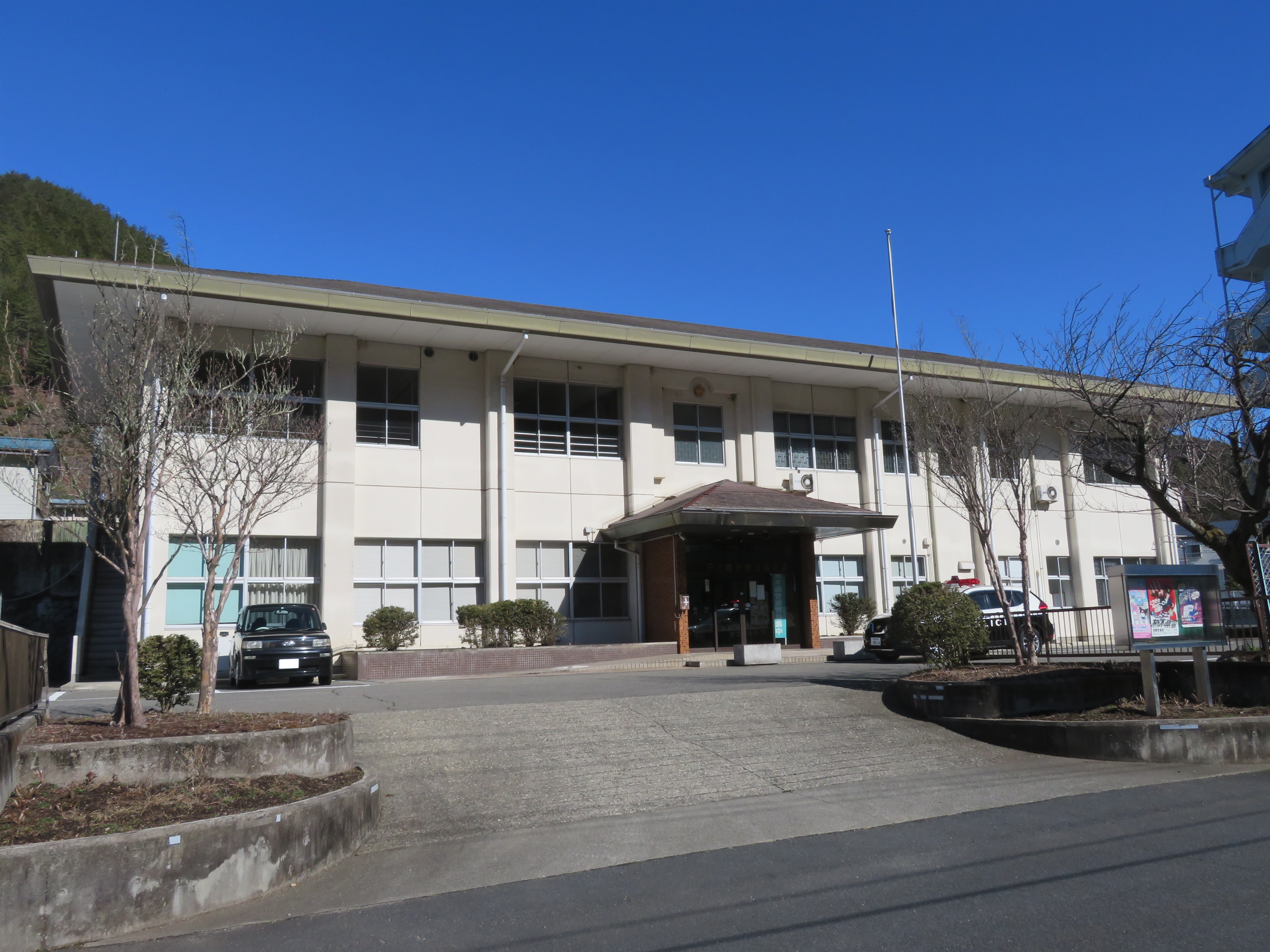
足尾警察署

## 概要
足尾署は、古河市兵衛が足尾銅山を買収した1877年に足尾分署として設置され、1907年の足尾暴動事件後に署に昇格した。暴動事件ではサーベル以外の武器がなく、県知事から武器使用を禁じられていたため、逮捕した容疑者を暴徒に奪還されたり放火を傍観する有様で、陸軍の支援を受けてこれを鎮圧した。
当時、足尾町の人口約35,000人に対し署員は55人、うち45人は請願巡査で、主に労働争議対策に従事した。
足尾銅山が閉山すると規模を縮小し、「日本一小さい警察署」とされたが、2006年3月31日に日光警察署に統合された。統合前は署長以下およそ10人で、警察官配置数は全国最少だった。なお、現在の「日本一小さい警察署」は警視庁小笠原警察署。現在の足尾交番は警察署時代の庁舎をそのまま転用しているため、一般の交番としてはかなり大きい。

## 管轄区域
- 上都賀郡足尾町

## 沿革
出典
- 1883年（明治16年） - 鹿沼警察署管轄の足尾分署が設けられたが1年で廃止。
- 1887年（明治20年） - 鹿沼警察署足尾分署が再設。
- 1907年（明治40年） - 足尾暴動発生。足尾分署が足尾警察署に昇格。
- 1915年（大正4年） - 足尾警察署が赤沢に移転。洋風建築だった。
- 1982年（昭和57年） - 現在地である通洞に新築移転。
- 2006年（平成18年）4月1日 - 同年3月20日の足尾町と日光市との合併に伴い日光署に統合、足尾交番に降格した。